# Transformers (televíziós sorozat, 1984)
A Transformers (eredeti cím: The Transformers) 1984-től 1987-ig vetített amerikai–japán–dél-koreai televíziós rajzfilmsorozat, amelyet Andy Kim és Bob Kirk rendeztek. A forgatókönyvet Donald F. Glut, Doug Booth és David Wise írták, a zenéjét Johnny Douglas és Robert J. Walsh szerezték. A Sunbow Productions és a Marvel Productions készítette, a Claster Television forgalmazta. Az Egyesült Államokban 1984. szeptember 17. és 1987. november 11. között a First-run syndication tűzte műsorára. 
Magyar változat nem készült belőle, ellentétben a szintén népszerű G.I. Joe rajzfilm sorozattal. Ennek oka nem ismert, azonban az egyik, hazai rajongók körében napvilágot látott elmélet szerint a rendszerváltás korának médiájában egyezség született arról, hogy a Transformers esetében csak a képregény jelenhet meg magyar nyelven, a G.I. Joe esetében pedig a rajzfilm sorozatnak készülhet magyar változata. Az elmélet vita tárgyát képezi, tény azonban, hogy a G. I. Joe képregénynek és a Transformers rajzfilm sorozatnak nem készült magyar változata. 
A főhősök az amerikai Transformers Hasbro játék szuper robotjai.

## Szereplők
| Szereplő     | Eredeti hang     | Leírás |
| ------------ | ---------------- | ------ |
| Megatron     | Frank Welker     |        |
| Ultra Magnus | Jack Angel       |        |
| Jazz         | Scatman Crothers |        |

## Epizódok
| Évad | Évad | Epizódok | Eredeti sugárzás     | Eredeti sugárzás   |
| Évad | Évad | Epizódok | Évadpremier          | Évadfinálé         |
| ---- | ---- | -------- | -------------------- | ------------------ |
|      | 1    | 16       | 1984. szeptember 17. | 1984. december 29. |
|      | 2    | 49       | 1985. szeptember 23. | 1986. január 9.    |
|      | Film | Film     | 1986. augusztus 8.   | 1986. augusztus 8. |
|      | 3    | 30       | 1986. szeptember 15. | 1987. február 25.  |
|      | 4    | 3        | 1987. november 9.    | 1987. november 11. |

### Generáció 1

#### Minisorozat
| #  | #  | Eredeti cím                     | Eredeti premier      | Író(k)              | Gyártási kód |
| -- | -- | ------------------------------- | -------------------- | ------------------- | ------------ |
| 1. | 1. | More Than Meets the Eye, Part 1 | 1984. szeptember 17. | George Arthur Bloom | MP4023       |
| 2. | 2. | More Than Meets the Eye, Part 2 | 1984. szeptember 18. | George Arthur Bloom | MP4024       |
| 3. | 3. | More Than Meets the Eye, Part 3 | 1984. szeptember 19. | George Arthur Bloom | MP4025       |

#### 1. évad
| #   | #   | Eredeti cím               | Eredeti premier    | Író(k)                         | Gyártási kód |
| --- | --- | ------------------------- | ------------------ | ------------------------------ | ------------ |
| 4.  | 1.  | Transport to Oblivion     | 1984. október 6    | Dick Robbins és Bryce Malek    | 700-01       |
| 5.  | 2.  | Roll for It               | 1984. október 13.  | George Arthur Bloom            | 700-02       |
| 6.  | 3.  | Divide and Conquer        | 1984. október 20.  | Donald F. Glut                 | 700-03       |
| 8.  | 5.  | S.O.S. Dinobots           | 1984. október 27.  | Donald F. Glut                 | 700-05       |
| 11. | 8.  | The Ultimate Doom, Part 1 | 1984. november 3.  | Douglas Booth és Larry Strauss | 700-08       |
| 12. | 9.  | The Ultimate Doom, Part 2 | 1984. november 10. | Douglas Booth és Earl Kress    | 700-09       |
| 13. | 10. | The Ultimate Doom, Part 3 | 1984. november 17. | Douglas Booth és Leo D. Paur   | 700–10       |
| 10. | 7.  | War of the Dinobots       | 1984. november 24. | Doug Booth és Larry Strauss    | 700-07       |
| 14. | 11. | Countdown to Extinction   | 1984. december 1.  | Reed Robbins és Peter Salas    | 700–11       |
| 7.  | 4.  | Fire in the Sky           | 1984. december 8.  | Doug Booth és Leo D. Paur      | 700-04       |
| 16. | 13. | Heavy Metal War           | 1984. december 15. | Donald F. Glut                 | 700–13       |
| 9.  | 6.  | Fire on the Mountain      | 1984. december 22. | Douglas Booth                  | 700-06       |
| 15. | 12. | A Plague of Insecticons   | 1984. december 29. | Donald F. Glut                 | 700–12       |

#### 2. évad
| #   | #   | Eredeti cím                                | Eredeti premier      | Író(k)                              | Gyártási kód |
| --- | --- | ------------------------------------------ | -------------------- | ----------------------------------- | ------------ |
| 17. | 1.  | Autobot Spike                              | 1985. szeptember 23. | Donald F. Glut                      | 700–16       |
| 18. | 2.  | The Immobilizer                            | 1985. szeptember 24. | Earl Kress                          | 700–21       |
| 19. | 3.  | Dinobot Island, Part 1                     | 1985. szeptember 25. | Donald F. Glut                      | 700–29       |
| 20. | 4.  | Dinobot Island, Part 2                     | 1985. szeptember 26. | Donald F. Glut                      | 700–30       |
| 21. | 5.  | Traitor                                    | 1985. szeptember 27. | George Hampton és Mike Moore        | 700–20       |
| 22. | 6.  | Enter the Nightbird                        | 1985. szeptember 30. | Richard Milton és Sylvia Wilson     | 700–25       |
| 23. | 7.  | Changing Gears                             | 1985. október 1.     | Larry Parr                          | 700–17       |
| 24. | 8.  | A Prime Problem                            | 1985. október 2.     | Dick Robbins és Bryce Malek         | 700–26       |
| 25. | 9.  | Atlantis, Arise!                           | 1985. október 3.     | Douglas Booth                       | 700–23       |
| 26. | 10. | Attack of the Autobots                     | 1985. október 4.     | David Wise                          | 700–19       |
| 27. | 11. | Microbots                                  | 1985. október 7.     | David Wise                          | 700–33       |
| 28. | 12. | The Master Builder                         | 1985. október 8.     | David N. Gottlieb és Herb Engelhart | 700–31       |
| 29. | 13. | The Insecticon Syndrome                    | 1985. október 9.     | Douglas Booth                       | 700–28       |
| 30. | 14. | Day of the Machines                        | 1985. október 10.    | David Wise                          | 700–24       |
| 31. | 15. | Megatron's Master Plan, Part 1             | 1985. október 14.    | Donald F. Glut                      | 700–34       |
| 32. | 16. | Megatron's Master Plan, Part 2             | 1985. október 15.    | Donald F. Glut                      | 700–35       |
| 33. | 17. | Auto Berserk                               | 1985. október 16.    | Antoni Zalewski                     | 700–32       |
| 34. | 18. | City of Steel                              | 1985. október 17.    | Douglas Booth                       | 700–18       |
| 35. | 19. | Desertion of the Dinobots, Part 1          | 1985. október 21.    | Earl Kress                          | 700–36       |
| 36. | 20. | Desertion of the Dinobots, Part 2          | 1985. október 22.    | Earl Kress                          | 700–37       |
| 37. | 21. | Blaster Blues                              | 1985. október 23.    | Larry Strauss                       | 700–38       |
| 38. | 22. | A Decepticon Raider in King Arthur's Court | 1985. október 24.    | Douglas Booth                       | 700–39       |
| 39. | 23. | The God Gambit                             | 1985. október 28.    | Larry Strauss                       | 700–41       |
| 40. | 24. | The Core                                   | 1985. október 29.    | Dennis Marks                        | 700–27       |
| 41. | 25. | Make Tracks                                | 1985. október 30.    | David Wise                          | 700–42       |
| 42. | 26. | The Autobot Run                            | 1985. október 31.    | Donald F. Glut                      | 700–22       |
| 43. | 27. | The Golden Lagoon                          | 1985. november 4.    | Dennis Marks                        | 700–40       |
| 44. | 28. | Quest for Survival                         | 1985. november 5.    | David Wise                          | 700–44       |
| 45. | 29. | The Secret of Omega Supreme                | 1985. november 6.    | David Wise                          | 700–45       |
| 46. | 30. | Child's Play                               | 1985. november 7.    | Beth Bornstein                      | 700–43       |
| 47. | 31. | The Gambler                                | 1985. november 11.   | Michael Charles Hill                | 700–46       |
| 48. | 32. | The Search for Alpha Trion                 | 1985. november 12.   | Beth Bornstein                      | 700–52       |
| 49. | 33. | Auto-Bop                                   | 1985. november 13.   | David Wise                          | 700–51       |
| 50. | 34. | Prime Target                               | 1985. november 14.   | Flint Dille és Buzz Dixon           | 700–50       |
| 51. | 35. | The Girl Who Loved Powerglide              | 1985. november 18.   | David Wise                          | 700–53       |
| 52. | 36. | Triple Takeover                            | 1985. november 19.   | Larry Strauss                       | 700–49       |
| 53. | 37. | Sea Change                                 | 1985. november 20.   | Douglas Booth                       | 700–48       |
| 54. | 38. | Hoist Goes Hollywood                       | 1985. november 21.   | Earl Kress                          | 700–54       |
| 55. | 39. | The Key to Vector Sigma, Part 1            | 1985. november 25.   | David Wise                          | 700–55       |
| 56. | 40. | The Key to Vector Sigma, Part 2            | 1985. november 26.   | David Wise                          | 700–56       |
| 57. | 41. | Masquerade                                 | 1985. december 16.   | Donald F. Glut                      | 700–63       |
| 58. | 42. | Trans-Europe Express                       | 1985. december 23.   | David Wise                          | 700–59       |
| 59. | 43. | War Dawn                                   | 1985. december 25.   | David Wise                          | 700–58       |
| 60. | 44. | Cosmic Rust                                | 1985. december 26.   | Paul Davids                         | 700–60       |
| 61. | 45. | Kremzeek!                                  | 1985. december 27.   | David Wise                          | 700–47       |
| 62. | 46. | Starscream's Brigade                       | 1986. január 7.      | Michael Charles Hill                | 700–61       |
| 63. | 47. | The Revenge of Bruticus                    | 1986. január 8.      | Larry Parr                          | 700–62       |
| 64. | 48. | Aerial Assault                             | 1985. december 10.   | Douglas Booth                       | 700–57       |
| 65. | 49. | B.O.T.                                     | 1986. január 9.      | Earl Kress                          | 700–64       |

#### 3. évad
| #   | #   | Eredeti cím                         | Eredeti premier      | Író(k)                                                 | Gyártási kód |
| --- | --- | ----------------------------------- | -------------------- | ------------------------------------------------------ | ------------ |
| 66. | 1.  | Five Faces of Darkness, Part 1      | 1986. szeptember 15. | Flint Dille                                            | 700–86       |
| 67. | 2.  | Five Faces of Darkness, Part 2      | 1986. szeptember 16. | Flint Dille                                            | 700–87       |
| 68. | 3.  | Five Faces of Darkness, Part 3      | 1986. szeptember 17. | Flint Dille                                            | 700–88       |
| 69. | 4.  | Five Faces of Darkness, Part 4      | 1986. szeptember 18. | Flint Dille                                            | 700–89       |
| 70. | 5.  | Five Faces of Darkness, Part 5      | 1986. szeptember 19. | Flint Dille                                            | 700–90       |
| 71. | 6.  | The Killing Jar                     | 1986. szeptember 29. | Michael Charles Hill és Joey Kurihara Piedra           | 700–91       |
| 72. | 7.  | Chaos                               | 1986. szeptember 30. | Paul Davids                                            | 700–92       |
| 73. | 8.  | Dark Awakening                      | 1986. október 1.     | Antoni Zalewski                                        | 700–93       |
| 74. | 9.  | Starscream's Ghost                  | 1986. október 2.     | Megeen McLaughlin                                      | 700–95       |
| 75. | 10. | Thief in the Night                  | 1986. október 6.     | Paul Davids                                            | 700–96       |
| 76. | 11. | Forever Is a Long Time Coming       | 1986. október 8.     | Gerry Conway és Carla Conway                           | 700–94       |
| 77. | 12. | Surprise Party                      | 1986. október 9.     | Steve Mitchell és Barbara Petty                        | 700–97       |
| 78. | 13. | Madman's Paradise                   | 1986. október 13.    | Craig Rand                                             | 700–98       |
| 79. | 14. | Carnage in C-Minor                  | 1986. október 14.    | Buzz Dixon                                             | 700–102      |
| 80. | 15. | Fight or Flee                       | 1986. október 15.    | Tony Cinciripini és Larry Leahy                        | 700–106      |
| 81. | 16. | Webworld                            | 1986. október 20.    | Len Wein és Diane Duane                                | 700–101      |
| 82. | 17. | Ghost in the Machine                | 1986. október 21.    | Michael Charles Hill és Joey Kurihara Piedra           | 700–100      |
| 83. | 18. | The Dweller in the Depths           | 1986. október 30.    | Paul Dini                                              | 700–107      |
| 84. | 19. | Nightmare Planet                    | 1986. október 31.    | Beth Bornstein                                         | 700–99       |
| 85. | 20. | The Ultimate Weapon                 | 1986. november 10.   | Arthur Byron Cover                                     | 700–104      |
| 86. | 21. | The Quintesson Journal              | 1986. november 11.   | Richard Merwin                                         | 700–103      |
| 87. | 22. | The Big Broadcast of 2006           | 1986. november 12.   | Michael Reaves                                         | 700–105      |
| 88. | 23. | Only Human                          | 1986. november 13.   | Susan K. Williams                                      | 700–108      |
| 89. | 24. | Grimlock's New Brain                | 1986. november 14.   | Paul Davids                                            | 700–110      |
| 90. | 25. | Money Is Everything                 | 1986. november 17.   | Gerry Conway és Carla Conway                           | 700–109      |
| 91. | 26. | Call of the Primitives              | 1986. november 18.   | Donald F. Glut                                         | 700–112      |
| 92. | 27. | The Burden Hardest to Bear          | 1986. november 19.   | Michael Charles Hill                                   | 700–114      |
| 93. | 28. | The Face of the Nijika              | 1986. november 20.   | Mary Skrenes és Steve Skeates                          | 700–113      |
| 94. | 29. | The Return of Optimus Prime, Part 1 | 1987. február 24.    | Cherie Wilkerson, Marv Wolfman és Michael Charles Hill | 700–115      |
| 95. | 30. | The Return of Optimus Prime, Part 2 | 1987. február 25.    | Cherie Wilkerson, Marv Wolfman és Michael Charles Hill | 700–116      |

#### 4. évad
| #   | #  | Eredeti cím         | Eredeti premier    | Író(k)     | Gyártási kód |
| --- | -- | ------------------- | ------------------ | ---------- | ------------ |
| 96. | 1. | The Rebirth, Part 1 | 1987. november 9.  | David Wise | 6701-0001    |
| 97. | 2. | The Rebirth, Part 2 | 1987. november 10. | David Wise | 6701-0002    |
| 98. | 3. | The Rebirth, Part 3 | 1987. november 11. | David Wise | 6701-0003    |

### Generáció 2

#### 1. évad
| #   | Eredeti cím                                | Eredeti premier      | Író(k)                                       | Gyártási kód |
| --- | ------------------------------------------ | -------------------- | -------------------------------------------- | ------------ |
| 1.  | More Than Meets the Eye (Part 1)           | 1993. augusztus 19.  | George Arthur Bloom                          | TG2-1        |
| 2.  | "More Than Meets the Eye (Part 2)          | 1993. augusztus 27.  | George Arthur Bloom                          | TG2-2        |
| 3.  | More Than Meets the Eye (Part 3)           | 1994. szeptember 3.  | George Arthur Bloom                          | TG2-3        |
| 4.  | Transport to Oblivion                      | 1994. szeptember 28. | Dick Robbins és Bryce Malek                  |              |
| 5.  | Roll for It                                | 1994. január 1.      | George Arthur Bloom                          |              |
| 6.  | S.O.S. Dinobots                            | 1994. június 11.     | Donald F. Glut                               | TG2-4        |
| 7.  | Fire on the Mountain                       | 1994. november 28.   | Douglas Booth                                | TG2-27       |
| 8.  | War of the Dinobots                        | 1994. december 12.   | Donald F. Glut                               |              |
| 9.  | The Ultimate Doom: Brainwash (Part 1)      | 1994. november 7.    | Douglas Booth és Larry Strauss               | TG2-46       |
| 10. | The Ultimate Doom: Search (Part 2)         | 1994. november 8.    | Douglas Booth és Earl Kress                  | TG2-47       |
| 11. | The Ultimate Doom: Revival (Part 3)        | 1994. november 9.    | Douglas Booth és Leo D. Paur                 | TG2-48       |
| 12. | Countdown to Extinction                    | 1994. november 29.   | Reed Robbins és Peter Salas                  | TG2-28       |
| 13. | Heavy Metal War                            | 1994. június 18.     | Donald F. Glut                               |              |
| 14. | Autobot Spike                              | 1994. november 1.    | Donald F. Glut                               | TG2-29       |
| 15. | Dinobot Island (Part 1)                    | 1995. július 9.      | Donald F. Glut                               | TG2-8        |
| 16. | Dinobot Island (Part 2)                    | 1995. július 16.     | Donald F. Glut                               | TG2-9        |
| 17. | Enter the Nightbird                        | 1995. október 12.    | Sylvia Wilson és Richard Milton              | TG2-34       |
| 18. | Changing Gears                             | 1995. október 4.     | Larry Parr                                   | TG2-30       |
| 19. | A Prime Problem                            | 1995. október 14.    | Dick Robbins és Bryce Malek                  | TG2-35       |
| 20. | Atlantis, Arise!                           | 1993. szeptember 13. | Douglas Booth                                |              |
| 21. | Attack of the Autobots                     | 1996. október 1.     | David Wise                                   | TG2-31       |
| 22. | Microbots                                  | 1996. október 20.    | David Wise                                   | TG2-37       |
| 23. | The Master Builder                         | 1996. július 23.     | David N. Gottlieb és Herb Engelhart          | TG2-10       |
| 24. | The Insecticon Syndrome                    | 1996. október 17.    | Douglas Booth                                | TG2-36       |
| 25. | Day of the Machines                        | 1996. október 10.    | David Wise                                   | TG2-39       |
| 26. | Megatron's Master Plan (Part 1)            | 1996. november 15.   | Donald F. Glut                               | TG2-51       |
| 27. | Megatron's Master Plan (Part 2)            | 1996. november 16.   | Donald F. Glut                               | TG2-52       |
| 28. | Auto Berserk                               | 1996. szeptember 14. | Antoni Zalewski                              |              |
| 29. | City of Steel                              | 1993. november 22.   | Douglas Booth                                | TG2-32       |
| 30. | Desertion of the Dinobots (Part 1)         | 1996. november 3.    | Earl Kress                                   | TG2-49       |
| 31. | Desertion of the Dinobots (Part 2)         | 1996. november 4.    | Earl Kress                                   | TG2-50       |
| 32. | Blaster Blues                              | 1996. október 21.    | Larry Strauss                                | TG2-38       |
| 33. | A Decepticon Raider in King Arthur's Court | 1996. július 30.     | Douglas Booth                                | TG2-11       |
| 34. | The Core                                   | 1996. július 2.      | Dennis Marks                                 | TG2-7        |
| 35. | The Autobot Run                            | 1997. június 25.     | Donald F. Glut                               |              |
| 36. | The Golden Lagoon                          | 1997. augusztus 6.   | Dennis Marks                                 | TG2-12       |
| 37. | The Search for Alpha Trion                 | 1997. október 28.    | Beth Bornstein                               | TG2-40       |
| 38. | Prime Target                               | 1997. augusztus 13.  | Flinte Dille és Buzz Dixon                   | TG2-13       |
| 39. | The Girl Who Loved Powerglide              | 1997. november 2.    | David Wise                                   | TG2-41       |
| 40. | Triple Takeover                            | 1997. szeptember 16. | Larry Strauss                                |              |
| 41. | Sea Change                                 | 1998. október 27.    | Douglas Booth                                | TG2-39       |
| 42. | Masquerade                                 | 1998. szeptember 21. | Donald F. Glut                               |              |
| 43. | Trans-Europe Express                       | 1998. november 21.   | David Wise                                   | TG2-43       |
| 44. | Cosmic Rust                                | 1998. november 14.   | Paul Davids                                  | TG2-44       |
| 45. | Kremzeek!                                  | 1998. szeptember 15. | David Wise                                   |              |
| 46. | Starscream's Brigade                       | 1998. szeptember 19. | Michael Charles Hill                         |              |
| 47. | The Revenge of Bruticus                    | 1998. szeptember 20. | Larry Parr                                   | TG2-42       |
| 48. | Aerial Assault                             | 1998. november 11.   | Douglas Booth                                | TG2-45       |
| 49. | B.O.T.                                     | 1998. november 10.   | Earl Kress                                   |              |
| 50. | Fight or Flee                              | 1993. szeptember 26. | Tony Cincirpini és Larry Leahy               |              |
| 51. | Ghost in the Machine                       | 1998. szeptember 22. | Michael Charles Hill és Joey Kurihara Piedra |              |
| 52. | The Ultimate Weapon                        | 1998. december 26.   | Arthur Byron Cover                           |              |